# Diocesi di Bacanaria
La diocesi di Bacanaria (in latino: Dioecesis Bacanariensis) è una sede soppressa e sede titolare della Chiesa cattolica.

## Storia
Bacanaria, nell'odierna Algeria, è un'antica sede episcopale della provincia romana della Mauritania Cesariense.
Unico vescovo conosciuto di questa diocesi africana è Palladio, il cui nome appare al 40º posto nella lista dei vescovi della Mauritania Cesariense convocati a Cartagine dal re vandalo Unerico nel 484; Palladio, come tutti gli altri vescovi cattolici africani, fu condannato all'esilio.
Dal 1933 Bacanaria è annoverata tra le sedi vescovili titolari della Chiesa cattolica; la sede è vacante dal 13 novembre 2024.

## Cronotassi

### Vescovi residenti
- Palladio † (menzionato nel 484)

### Vescovi titolari
- James Chiona † (11 gennaio 1965 - 29 novembre 1967 nominato arcivescovo di Blantyre)
- Philippe Fanoko Kossi Kpodzro † (19 dicembre 1975 - 10 aprile 1976 nominato vescovo di Atakpamé)
- Teodoro Javier Buhain † (5 gennaio 1983 - 13 novembre 2024 deceduto)